# Р

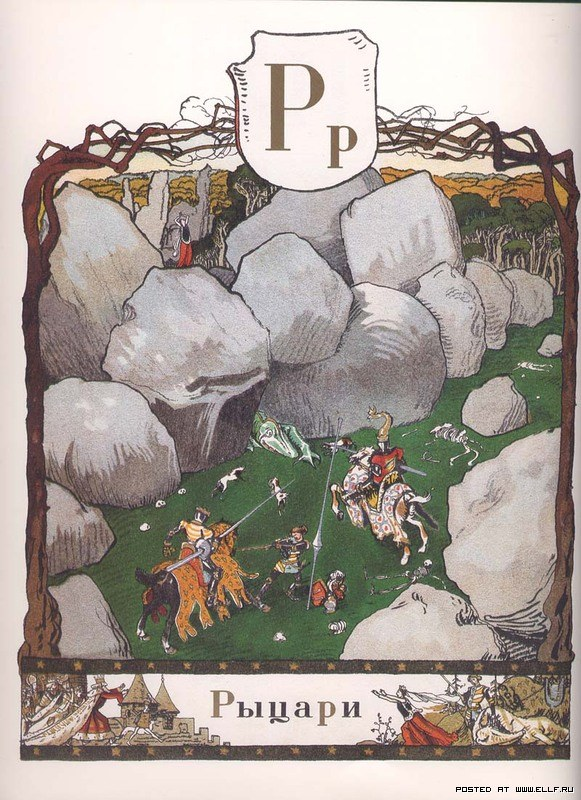
Er, từ cuốn sách bảng chữ cái năm 1904 của Alexandre Benois

Er (Р р, chữ nghiêng: Р р) là một chữ cái trong bảng chữ cái Kirin.
Nó thường đại diện cho âm /r/, giống như cách phát âm của ⟨r⟩ trong từ "curd" trong tiếng Scotland.

## Lịch sử
Chữ cái Kirin Er có nguồn gốc từ chữ cái Hy Lạp Rho (Ρ ρ). Nó không có mối liên hệ nào với chữ cái Latinh P (P p), chữ cái được phát triển từ chữ cái Hy Lạp Pi (Π π), mặc dù cả hai chữ cái đều có cùng hình dạng.
Tên của Er trong bảng chữ cái Kirin cổ là рьци (rĭci), có nghĩa là "nói".
Trong hệ thống chữ số Kirin, Er có giá trị là 100.

## Hình dạng
Chữ cái Kirin Er (Р р) có hình dạng khá giống với chữ cái Hy Lạp Rho (Ρ ρ) và giống hệt với chữ cái Latinh P (П trong bảng chữ cái Kirin).

## Sử dụng
Er được sử dụng trong bảng chữ cái của nhiều ngôn ngữ khác nhau, đại diện cho các âm sau:
- /r/, giống như cách phát âm của ⟨r⟩ trong từ "curd" trong tiếng Scotland.
- /rʲ/

Các cách phát âm trong bảng dưới đây là cách phát âm chính của mỗi ngôn ngữ; để biết chi tiết, hãy tham khảo các bài viết về ngôn ngữ đó.
| Ngôn ngữ        | Vị trí trong bảng chữ cái | Phát âm   |
| --------------- | ------------------------- | --------- |
| Tiếng Belarus   | 18                        | /r/       |
| Tiếng Bulgaria  | 17                        | /r/, /rʲ/ |
| Tiếng Macedonia | 21                        | /r/       |
| Tiếng Nga       | 18                        | /r/, /rʲ/ |
| Tiếng Serbia    | 20                        | /r/       |
| Tiếng Ukraina   | 21                        | /r/, /rʲ/ |

## Các chữ cái liên quan và các ký tự tương tự khác
- Ρ ρ/ϱ: Chữ Hy Lạp Rho
- R r: Chữ Latinh R
- P p: Chữ Latinh P
- П п: Chữ Kirin П
- Я я: Chữ Kirin Я

## Mã máy tính
| Kí tự               | Р                          | Р                          | р                        | р                        |
| ------------------- | -------------------------- | -------------------------- | ------------------------ | ------------------------ |
| Tên Unicode         | CYRILLIC CAPITAL LETTER ER | CYRILLIC CAPITAL LETTER ER | CYRILLIC SMALL LETTER ER | CYRILLIC SMALL LETTER ER |
| Mã hóa ký tự        | decimal                    | hex                        | decimal                  | hex                      |
| Unicode             | 1056                       | U+0420                     | 1088                     | U+0440                   |
| UTF-8               | 208 160                    | D0 A0                      | 209 128                  | D1 80                    |
| Tham chiếu ký tự số | &#1056;                    | &#x420;                    | &#1088;                  | &#x440;                  |
| KOI8-R and KOI8-U   | 242                        | F2                         | 210                      | D2                       |
| Code page 855       | 226                        | E2                         | 225                      | E1                       |
| Code page 866       | 144                        | 90                         | 224                      | E0                       |
| Windows-1251        | 208                        | D0                         | 240                      | F0                       |
| ISO-8859-5          | 192                        | C0                         | 224                      | E0                       |
| Macintosh Cyrillic  | 144                        | 90                         | 240                      | F0                       |